# 司替戊醇
司替戊醇（英語：Stiripentol，商品名Diacomit）是一种抗惊厥药，用于治疗婴儿严重肌阵挛性癫痫（又称Dravet综合征）。